# Karl Heinrich von Natzmer
Karl Heinrich von Natzmer (* 2. August 1799 in Schlagenthin (Kreis Arnswalde); † 31. Juli 1875 in Interlaken)  war preußischer Generalmajor und zuletzt Kommandeur des 40. Infanterie-Regiments.

## Leben

### Herkunft
Seine Eltern waren Friedrich Wolf Ernst von Natzmer (* 30. Juni 1776; † 1810) und dessen Ehefrau Karoline Dorothea Philippine, geborene von Restorff (* 12. März 1773; † 3. September 1854). Sein Vater war Hauptmann a. D. aus dem Infanterie-Regiment Nr. 35 (Prinz Heinrich) und Erbherr auf Rosenow im Kreis Regenwalde. Sein Bruder Adolf Albrecht (1801–1884) wurde preußischer Generalleutnant.

### Werdegang
Er kam im Jahr 1810 als Kadett nach Stolp, wurde 1811 Kadett in Potsdam, um am 26. Juli 1812 Kadett in Berlin zu werden. Von dort kam er am 19. April 1817 als Portepeefähnrich in das 28. Infanterie-Regiment. Er wurde am 23. April 1820 zum Seconde-Lieutenant befördert. Von 1823 bis 1826 war er an die Allgemeine Kriegsschule abkommandiert. Danach wurde er von 1831 bis 1839 als Bataillonsadjutant eingesetzt und in der Zeit am 15. Oktober 1832 zum Premier-Lieutenant befördert. Am 28. Juli 1841 wurde er dann Hauptmann und Kompaniechef. Am 27. März 1847 erfolgte seiner Ernennung zum Major, zeitgleich wurde er in das 22. Landwehr-Regiment versetzt, wo er Kommandeur des I. Bataillons in Gleiwitz wurde. Am 18. Dezember 1851 kam er dann als Kommandeur in das Füsilierbataillon des 22. Infanterie-Regiments. Dort wurde er am 22. März 1852 zum Oberstleutnant befördert und am 10. Mai 1855 als Kommandeur in das 40. Infanterie-Regiment versetzt. Dort wurde er am 12. Juli 1855 zum Oberst ernannt. Am 24. Oktober 1857 erhielt er seinen Abschied mit Pension und die Genehmigung seine Uniform tragen zu dürfen. Am 18. Oktober 1861 wurde er dann mit Pension zur Disposition gestellt, am 18. Januar 1864 mit den Kronenorden 2. Klasse und am 22. März 1865 noch mit dem Charakter als Generalmajor ausgezeichnet. Er starb am 31. Juli 1875 in Interlaken.